# Ada Aronen
Ada Aronen (ur. 7 stycznia 2003) – fińska siatkarka, grająca na pozycji przyjmującej, reprezentantka kraju.
Wychowanka klubu Vilppulan Tähti. Od 2020 roku zawodniczka Oriveden Ponnistus.
Do seniorskiej reprezentacji Finlandii powoływana od 2023 roku. Znalazła się w składzie na turniej eliminacyjny do Mistrzostw Europy 2023.